# Oblates du Très Saint Rédempteur
Les oblates du Très Saint Rédempteur forment une congrégation religieuse féminine de droit pontifical.

## Historique
José María Benito Serra (es) (1810-1896), bénédictin et ancien évêque auxiliaire du diocèse de Perth (Australie) retourne en 1862 en Espagne et commence à travailler en 1864 à l'hôpital de saint Jean de Dieu de Madrid où il assiste des femmes prostituées ou en situation marginale, il comprend la nécessité de créer une œuvre pour les aider à réintégrer la société, et pour ce faire, ouvre le 1er juin 1864 à Ciempozuelos l'asile de Notre-Dame-de-la-Consolation pour la réinsertion des prostituées. 
Pour gérer l'œuvre, il pense à une congrégation religieuse et confie tout d'abord la tâche aux franciscaines missionnaires de la Mère du Divin Pasteur mais elles démissionnent peu après. Serra parle ensuite avec Antonia Marie de Oviedo y Schönthal (1822-1898), une aristocrate, ancienne gouvernante des filles de la reine Marie-Christine de Bourbon.
Antonia Marie accepte et fonde le 2 février 1870 une nouvelle congrégation exclusivement dédiée à la réadaptation des femmes qui souhaitent quitter la prostitution. Dès les origines, l'association est liée à la congrégation du Très Saint Rédempteur dont elle prend le titre.
L'institut reçoit du pape le décret de louange le 30 mars 1881 et finalement approuvée le 13 mai 1895 ; ses constitutions religieuses reçoivent l'approbation finale du Saint-Siège le 10 avril 1906.

## Activités et diffusion
Les oblates œuvrent pour la réhabilitation et la réinsertion sociale des femmes victimes de la prostitution.
Elles sont présentes en:
- Europe : Espagne, Italie, Portugal.
- Amérique du Nord : États-Unis, Mexique.
- Amérique centrale : République dominicaine, Guatemala, Puerto Rico.
- Amérique du Sud : Argentine, Brésil, Colombie, Uruguay, Venezuela.
- Afrique : Angola.
- Asie : Philippines.

La maison généralice est à Madrid.
En 2017, la congrégation comptait 452 sœurs dans 68 maisons.